# Jejsy
Jejsy – dawna wieś. Tereny, na których była położona, leżą obecnie na Białorusi, w obwodzie witebskim, w rejonie brasławskim, w sielsowiecie Mieżany.

## Historia
W czasach zaborów w granicach Imperium Rosyjskiego.
W latach 1921–1939 wieś leżała w Polsce, w województwie nowogródzkim (od 1926 w województwie wileńskim) w powiecie brasławskim, w gminie Brasław.
Według Powszechnego Spisu Ludności z 1921 roku zamieszkiwały tu 124 osoby, 5 było wyznania prawosławnego, a 119 staroobrzędowego. Jednocześnie 5 mieszkańców zadeklarowało polska przynależność narodową, 60 białoruską, a 59 litewską. Były tu 24 budynki mieszkalne. W 1931 wieś zamieszkiwało 116 osób w 23 budynkach.
Wieś należała do parafii rzymskokatolickiej w Brasławiu. W 1933 podlegała pod Sąd Grodzki w Brasławiu i Okręgowy w Wilnie; właściwy urząd pocztowy mieścił się w Brasławiu.